# Chasseneuil-sur-Bonnieure
 Chasseneuil-sur-Bonnieure  es una comuna y población de Francia, en la región de Poitou-Charentes, departamento de Charente, en el distrito de Confolens y cantón de Saint-Claud.
Su población en el censo de 1999 era de 2.786 habitantes. Supera en población a la cabecera del cantón.
Está integrada en la Communauté de communes de Haute Charente .

## Demografía
| 2723 | 2790 | 2803 | 2903 | 2791 | 2786 |
| Para los censos de 1962 a 1999 la población legal corresponde a la población sin duplicidades (Fuente: INSEE [Consultar]) |      |      |      |      |      |